# Agnieszka Pasternak
Agnieszka Edyta Pasternak (ur. 26 stycznia 1972 w Dąbrowie Górniczej) – polska prawniczka, nauczycielka akademicka i polityk, radca prawny, doktor nauk ekonomicznych, posłanka na Sejm III i IV kadencji (1997–2005), przewodnicząca rady miejskiej w Dąbrowie Górniczej (2006–2024).

## Życiorys

### Wykształcenie i działalność zawodowa
Jest absolwentką Wydziałów Pedagogiki i Psychologii oraz Prawa i Administracji Uniwersytetu Śląskiego. Odbyła aplikację radcowską w OIRP w Katowicach. Jest także absolwentką studiów podyplomowych z zakresu zarządzania i marketingu. W 2013 na Wydziale Zarządzania Politechniki Częstochowskiej uzyskała stopień doktora nauk ekonomicznych w zakresie nauk o zarządzaniu na podstawie pracy pt. Zarządzanie funduszami unijnymi a rozwój przedsiębiorczości w gminach województwa śląskiego. Zatrudniona jako nauczycielka akademicka w Akademii Wychowania Fizycznego w Katowicach, na której objęła stanowiska adiunkta.
Zajęła się również prowadzeniem indywidualnej kancelarii radcy prawnego. Była członkinią rady Okręgowej Izby Radców Prawnych w Katowicach. Powołana na arbitra w Trybunale Arbitrażowym ds. Sportu przy Polskim Komitecie Olimpijskim.

### Działalność polityczna
Była posłanką III i IV kadencji, wybieraną w okręgach sosnowieckich: nr 15 i nr 32 z listy Sojuszu Lewicy Demokratycznej. W 2004 przeszła do Socjaldemokracji Polskiej, w tym samym roku (od 1 maja do 19 lipca) pełniła mandat posłanki do Parlamentu Europejskiego, wcześniej (od 2003) wchodząc w skład delegacji obserwatorów. Była także członkinią Zgromadzenia Parlamentarnego Rady Europy oraz Krajowej Rady Sądownictwa. W 2005 bez powodzenia ubiegała się o reelekcję z ramienia SDPL. W 2009 również bez powodzenia kandydowała w eurowyborach z listy centrolewicowej koalicji Porozumienie dla Przyszłości.
W 2006 (z listy LiD) i 2010 (z listy SLD) wybierana do rady miejskiej Dąbrowy Górniczej, po tych wyborach powoływana na jej przewodniczącą. W 2014 i 2018 ponownie uzyskiwała mandat radnej Dąbrowy Górniczej z listy SLD Lewica Razem. Po obu tych wyborach pozostawała na czele rady miejskiej. W 2024 nie ubiegała się o reelekcję w wyborach samorządowych.

## Wyniki w wyborach ogólnopolskich
| Wybory | Komitet wyborczy | Komitet wyborczy                            | Organ                             | Okręg | Wynik          |
| ------ | ---------------- | ------------------------------------------- | --------------------------------- | ----- | -------------- |
| 1997   |                  | Sojusz Lewicy Demokratycznej                | Sejm III kadencji                 | nr 15 | 16 655 (4,80%) |
| 2001   |                  | Sojusz Lewicy Demokratycznej – Unia Pracy   | Sejm IV kadencji                  | nr 32 | 20 316 (7,27%) |
| 2005   |                  | Socjaldemokracja Polska                     | Sejm V kadencji                   | nr 32 | 6403 (3,03%)   |
| 2009   |                  | Porozumienie dla Przyszłości – CentroLewica | Parlament Europejski VII kadencji | nr 11 | 1628 (0,17%)   |

## Życie prywatne
Od 2002 zamężna (mąż Adrian), ma dwóch synów.